# 브루난버 전투
브루난버 전투(영어: Battle of Brunanburh)는 937년 앵글인의 왕 애설스탠이 더블린의 올라프, 알바의 카우산틴 2세, 어스트라드클리드의 오와인의 연합군과 싸워 이긴 전투다.
934년 애설스탠의 북벌은 거침없이 진행되었고, 누구도 혼자서는 애설스탠을 막아낼 수 없음이 명백해졌다. 이에 애설스탠에 맞선 3국의 합종동맹이 성사되었고 더블린의 올라프가 주장이 되었다. 937년 8월 올라프는 군대를 이끌고 더블린에서 출항, 카우산틴 2세 및 오와인의 군대와 합류했다. 하지만 연합군은 애설스탠에게 패배하여 궤주했다. 『앵글로색슨 연대기』에 실린 시 「브루난버 전투」에서는 “동앵글인과 색슨인이 너른 바다를 건너온 이래 …… 이렇게 많은 사람이 칼날에 죽은 적이 없었다”고 노래하고 있다.
애설스탠이 이 전투에서 이김으로써 잉글랜드는 통일왕국의 형태를 굳혔다. 즉 이 전투는 잉글랜드 국민주의의 기원에 해당한다. 975년 역사가 애설웨아르드는 “브리튼의 벌판들이 하나로 합쳐졌고, 모든 곳에 평화가 있었으니, 만물이 충만하였다”고 기록했다. 앨프리드 P. 스미스는 브루난버 전투를 “헤이스팅스 이전의 앵글로색슨 역사에서 가장 위대한 단일 승전”이라고 했으며, 마이클 리빙스턴은 이 전투가 “[근현대까지] 남아 있는 정치적 지형을 만들어냈으며, 브루난버 전투는 잉글랜드 뿐 아니라 영국제도 전체의 장기역사를 결정지은 가장 결정적인 전투들 중 하나”라고 평가했다.:1 하지만 그 역사적 중요성에 비해 이 전투가 벌어진 장소가 어디인지, 양측 병력의 수효와 사상자는 어떠했는지 모두 불명하다.